# Nicolas Gillet
Nicolas Gillet (født 11. august 1976 i Paris, Frankrig) er en tidligere fransk fodboldspiller, der spillede som forsvarsspiller senest hos Ligue 2-klubben Angers SCO. Han har tidligere spillet for både FC Nantes, RC Lens og Le Havre AC.

## Landshold
Gillet står (pr. august 2010) noteret for en enkelt kamp for det franske landshold. Den blev spillet mod Australien under Confederations Cup i 2001, som han overraskende var blevet udtaget til af landstræner Roger Lemerre. Frankrig vandt turneringen.

## Titler
Ligue 1
- 2001 med FC Nantes

Coupe de France
- 1999 og 2000 med FC Nantes

Confederations Cup
- 2001 med Frankrigs landshold